# Epiro
L'Epiro (in greco Ήπειρος?) è una regione geografica e storica del sud-est dell'Europa, facente parte dell'Albania meridionale e della Grecia nord-occidentale. Si trova tra la catena montuosa del Pindo e il Mar Ionio, estendendosi dalla baia di Valona ai monti Acrocerauni a nord fino al golfo di Arta e alle rovine della città romana di Nicopoli d'Epiro nel sud. È divisa tra la regione dell'Epiro nel nord-ovest della Grecia e le prefetture di Argirocastro, Valona e Berat nel sud dell'Albania. La più grande città dell'Epiro è Giannina, sede della regione dell'Epiro, con Argirocastro come maggiore città dell'Albania nel territorio dell'antico Epiro.
Regione scoscesa e montuosa, l'Epiro era uno dei luoghi dove rimane tutt'oggi una delle culle della civiltà Greca e sede del santuario di Dodona, l'antico oracolo Greco e il secondo più prestigioso dopo Delfi. Unificato nel 370 a.C. dalla dinastia degli Eacidi, raggiunse il massimo del suo splendore durante il regno di Pirro, le cui campagne contro Roma sono all'origine della frase "vittoria di Pirro". L'Epiro divenne poi parte dell'Impero Romano, assieme al resto dell'Illiria, nel 146 a.C., seguito poi dall'impero bizantino.
Dopo la caduta di Costantinopoli a seguito della quarta crociata, l'Epiro divenne il centro del despotato d'Epiro, uno degli stati che succedettero all'impero bizantino. Conquistato dall'impero ottomano nel XV secolo, divenne semi-indipendente durante il regno di Alì Pascià di Tepeleni nei primi anni del XIX secolo, ma gli ottomani ne ripresero il controllo nel 1821. Dopo la guerra dei Balcani e la prima guerra mondiale, il nord dell'Epiro venne assegnato all'Albania entrando far parte del nuovo stato del Principato d'Albania, mentre il sud venne assegnato alla Grecia.

## Nome ed etimologia

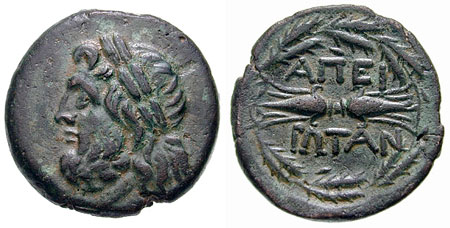
Moneta della lega epirota, con l'immagine di Zeus (sinistra) e una luce con il motto "ΑΠΕΙΡΩΤΑΝ" - Epirotes (destra).

"Epiro" deriva dal latino Epirus che deriva a sua volta dal greco attico Ἤπειρος (Ḗpeiros) - in dorico Ἄπειρος, Ā́peiros - con il significato di "terraferma", "zone interna" (in contrapposizione alle zone costiere) da una radice proto-indoeuropea *Heh₂per-  (Beekes) or *h₂eh₁/h₂per-io- (Kroonen). Con il significato di costa venne originariamente applicato alla dirimpettaia Corfù e alle isole ionie.
Il nome venne impresso sulle monete della lega epirota: ΑΠΕΙΡΩΤΑΝ (in greco antico: Ἀπειρωτᾶν? Āpeirōtân, greco attico: in greco antico: Ἠπειρωτῶν? Ēpeirōtôn, i.e. "degli Epiroti"). Il nome albanese della regione, che deriva dal greco, è Epiri.

## Confini e definizione
La regione storica dell'Epiro è generalmente considerata come estendersi dalla parte nord dei Monti Acrocerauni (moderna Llogara in Albania), situata a sud della baia di Aulon (moderna Valona), al golfo Ambraciano (o golfo di Arta) in Grecia. Il confine settentrionale dell'antico Epiro è alternativamente dato dalla foce del fiume Aoos/Voiussa, immediatamente a nord della baia di Valona. Il confine orientale dell'Epiro era definito dai monti Pindo, che formano la spina dorsale della Grecia continentale oggi e separano l'Epiro dalla Macedonia e dalla Tessaglia. Ad ovest, si affaccia sul mar Ionio. L'isola di Corfù è situata sulla costa epirota e fa parte dell'Epiro.
La definizione di Epiro è cambiata nel corso del tempo, tale che i moderni confini amministrativi non corrispondono ai confini dell'antico Epiro. La regione dell'Epiro in Grecia comprende solo una frazione del classico Epiro e non comprende le parti orientali, che si trovano in Tessaglia. In Albania, dove il concetto di Epiro non viene spesso utilizzato in un contesto ufficiale, le prefetture di Argirocastro, Valona e Berat si estendono nei confini settentrionali e nord-orientali del classico Epiro.

## Geografia

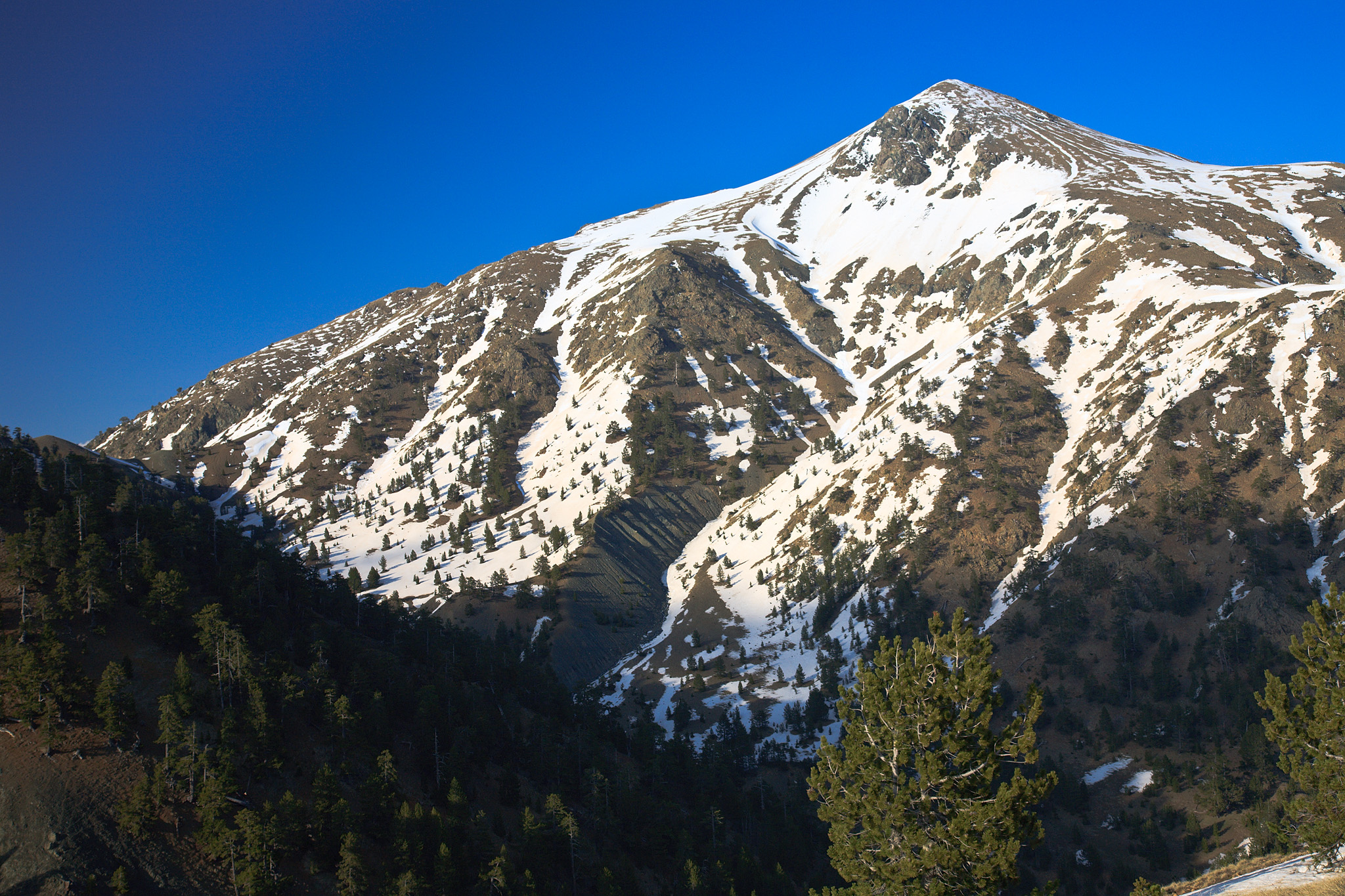
Il monte Smolikas (2637m), la più alta vetta dell'Epiro.

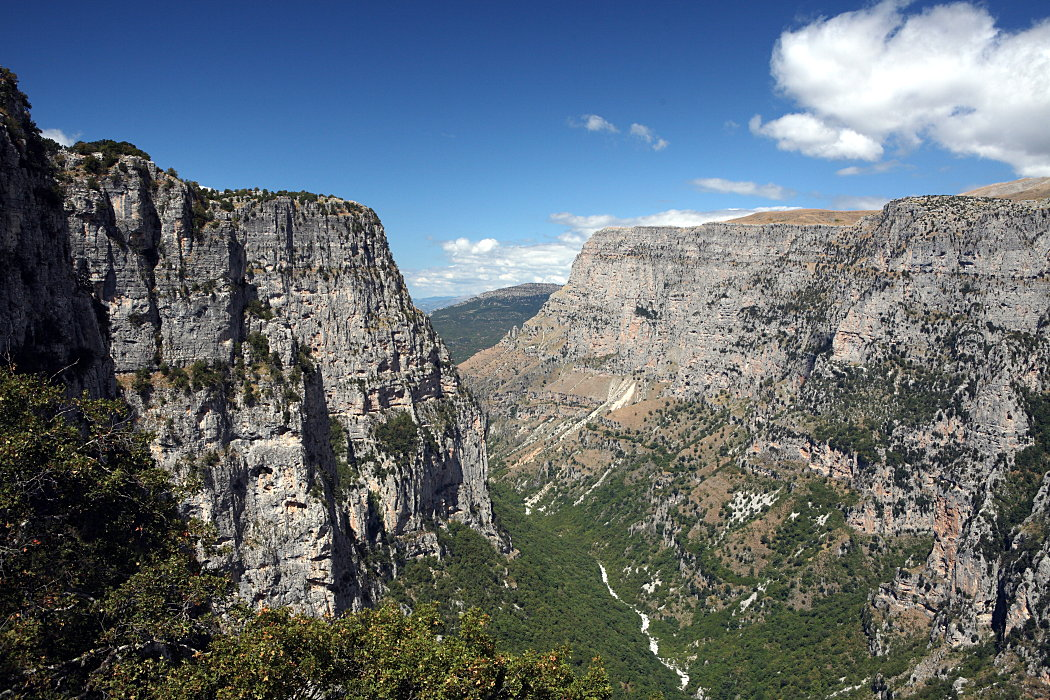
La gola di Vikos nel parco nazionale di Vikos–Aoos.

L'Epiro è una regione prevalentemente aspra e montuosa. È in gran parte costituito dalla catena del Pindo, una serie di creste parallele calcaree che sono una continuazione delle Alpi Dinariche. Le montagne del Pindo formano la spina dorsale della Grecia continentale e separano l'Epiro dalla Macedonia e dalla Tessaglia a est. Sono parallele al mare e in generale così ripide che le valli sono particolarmente adatte al solo pascolo piuttosto che all'agricoltura su larga scala. L'altitudine va crescendo andando verso est, lontano dalla costa, raggiungendo il massimo di 2637 m sul monte Smolikas, la più alta vetta dell'Epiro. Altre importanti catene sono quella del Tymfi (2 496 di monte Gamila), Lygkos (2249 m), ad ovest e ad est dello Smolikas rispettivamente, Gramos (2523 m) a nord-est, Tzoumerka (2356 m) a sud-est, Tomaros (1976 m) a sudovest, Mitsikeli vicino a Giannina (1810 m), Mourgana (1806 m) e Nemercke/Aeoropos (2485 m) sul confine tra Grecia e Albania, oltre ai monti Acrocerauni (2000 m) vicino Himara in Albania. La maggior parte dell'Epiro si trova sul lato sopravvento del Pindo e i venti dominanti provenienti dal Mar Ionio fanno della regione la più piovosa della Grecia continentale.
Pianure significative si trovano solo vicino alla costa, nel sud-ovest vicino Arta e Prevesa, nella pianura dell'Acheronte tra Paramythia e Fanari, tra Igoumenitsa e Sagiada, e anche nei pressi di Saranda. La zona di Zagori è un altopiano panoramico circondato da montagne su tutti i lati.
I fiumi principali dell'Epiro sono la Voiussa (Aoos in greco), che scorre in direzione nord-ovest dalle montagne del Pindo in Grecia fino alla sua foce a nord della baia di Valona in Albania. Altri fiumi importanti sono il fiume Acheronte, famoso per il suo significato religioso nell'antica Grecia e sede della Necromanteion dell'Acheronte, il fiume Arachthos, attraversato dallo storico Ponte di Arta, il Louros, il Tìami o Kalamas, e il Voidomatis, un affluente della Voiussa che fluisce attraverso la gola di Vikos. La Gola di Vikos, una delle più profonde del mondo, costituisce il fulcro del Parco nazionale Vikos-Aoos, noto per la sua bellezza paesaggistica. L'unico lago significativo dell'Epiro è il lago Pamvotida, sulle cui sponde si trova la città di Giannina, la città più grande e tradizionalmente più importante della regione.
Il clima dell'Epiro è mediterraneo lungo la costa e alpino all'interno. L'Epiro è ricoperto da foreste, principalmente di conifere. La fauna è molto ricca di specie come orsi, lupi, volpi, cervi e linci.

## Storia
Lo studioso di Oxford e membro della British Academy Martin Litchfield West ha sostenuto nel 2007 che il sito religioso di Dodona nell'Iliade di Omero era un'istituzione illirica e che la dea Demetra ha un'etimologia correlata all'illirico "Da-" (Alb. "dhe" [  terra]).

### Ottomani
| Lingua greca Lingua greca e valacca Lingua albanese e greca Lingua albanese | Religione ortodossa Maggioranza ortodossa Ortodossi e musulmani Maggioranza musulmani Religione musulmana |

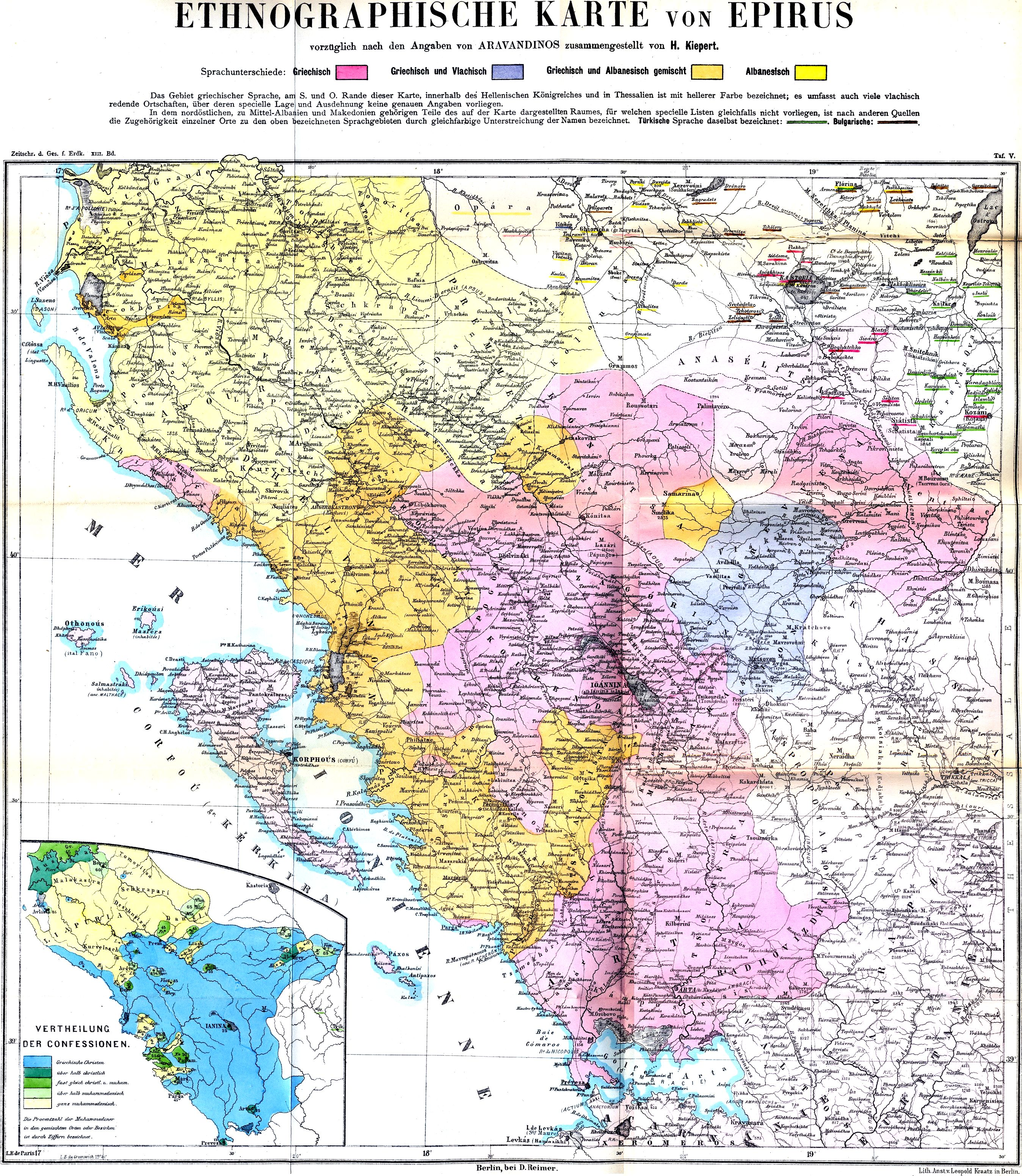
Mappa linguistica (grande) e religiosa (piccola) della regione dell'Epiro, 1878. Creata da H. Kiepert su fonti di P. Aravandinos.

L'Epiro fu governato dagli Ottomani per quasi 500 anni. Il governo ottomano, così come in tutti i Balcani, fu dannoso nella regione: fu sottoposta a deforestazione e alla coltivazione eccessiva, questo danneggiò il terreno e spinse molti "Epiroti" ad emigrare per sfuggire dalla povertà diffusa nella regione. Ciò nonostante, gli ottomani non godevano del controllo totale sull'Epiro. Le regioni di Himara e Zagori riuscirono a resistere con successo al dominio ottomano e mantennero un grado di indipendenza per tutto quel periodo. Dal 1443 in poi, Giorgio Castriota Scanderbeg guidò una rivolta di 25 anni in Epirus nova contro l'Impero ottomano e fu eletto nel 1444 "generale della guerra turca" in quella che viene definita come la Lega di Alessio. Gli Ottomani espulsero i Veneziani da quasi tutta la zona alla fine del XV secolo.
Tra il XVI e il XIX secolo, la città di Giannina raggiunse grande prosperità e divenne un importante centro del moderno illuminismo greco. Vennero fondate numerose scuole, come le Balaneios, Maroutsaia, Kaplaneios e Zosimaia, che insegnavano materie come letteratura, filosofia, matematica e scienze fisiche. Nel XVIII secolo, con il declino del potere dell'Impero Ottomano, l'Epiro divenne de facto regione autonoma sotto il dominio dispotico d Alì Pascià di Tepelenë, un brigante musulmano albanese che riuscì a diventare il governatore provinciale di Giannina nel 1788. Al culmine del suo potere, controllava tutto l'Epiro, gran parte del Peloponneso e parti occidentali della Macedonia. La campagna di Ali Pascià tendente a soggiogare la confederazione degli insediamenti di Suli incontrò forte resistenza da parte dei Sulioti, guerrieri albanesi della zona montuosa. Dopo numerosi tentativi falliti di sconfiggere i Sulioti, le sue truppe riuscirono a conquistare la zona nel 1803. D'altra parte, Ali, che aveva usato il greco come lingua ufficiale, assistette ad un aumento di attività culturale di propaganda greca con la creazione di numerose istituzioni educative.
Quando scoppiò la guerra d'indipendenza greca, gli abitanti dell'Epiro vi contribuirono notevolmente. Due dei membri fondatori della Filikí Etería (la società segreta dei rivoluzionari greci), Nikolaos Skoufas e Athanasios Tsakalov, venivano da Arta e dalla città di Giannina, rispettivamente. Il primo Primo ministro costituzionale della Grecia (1844-1847), Ioannis Kolettis, era nativo del villaggio di Syrrako in Epiro ed era un ex medico personale di Ali Pascià. Ali Pascià cercò di utilizzare la guerra come un'opportunità per diventare un sovrano pienamente indipendente, ma fu assassinato da agenti ottomani nel 1822. Quando la Grecia divenne indipendente nel 1830, tuttavia, l'Epiro rimase sotto il dominio ottomano. Nel 1854, durante la guerra di Crimea, scoppiò una grande ribellione. Anche se lo Stato greco ritrovato cercò tacitamente di sostenerla, la ribellione venne soppressa dalle forze ottomane dopo pochi mesi. Un'altra ribellione fallì nel 1878. Durante questo periodo, il Patriarcato ecumenico di Costantinopoli riuscì a chiudere le poche scuole albanesi, considerando l'insegnamento della lingua albanese un fattore che avrebbe potuto diminuire la sua influenza e portare alla creazione di una chiesa albanese indipendente, mentre le pubblicazioni in lingua albanese erano state vietate da parte dell'Impero Ottomano. Alla fine del XIX secolo, il Regno d'Italia aprì diverse scuole nelle regioni di Giannina e Prevesa al fine di influenzare la popolazione locale, in maggioranza albanese. Queste scuole iniziarono ad attrarre studenti delle scuole di greco, ma alla fine vennero chiuse dopo l'intervento e le molestie da parte del Patriarcato ecumenico di Costantinopoli. Dalla fine del periodo del dominio ottomano (dal XVIII secolo) la popolazione greca e aromena della regione soffriva dell'azione dei predoni albanesi, che sporadicamente continuavano ad agire dopo la morte di Ali Pascià, fino al 1912-1913.

### XX secolo

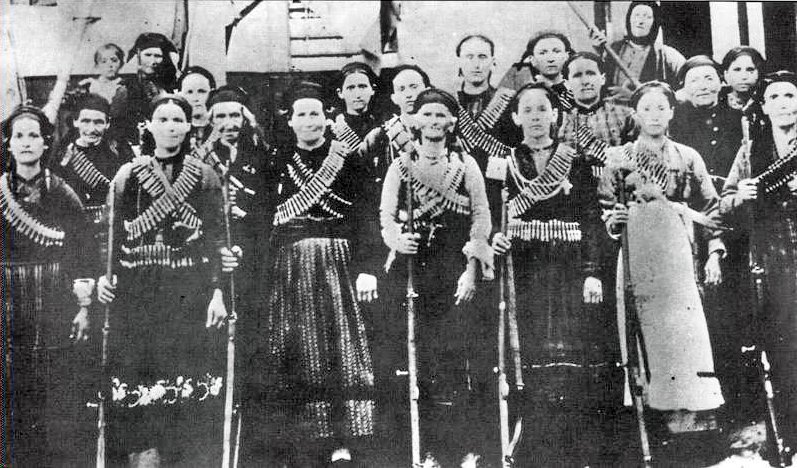
Distaccamento femminile dell'esercito epirota Repubblica Autonoma dell'Epiro del Nord.

Mentre il trattato di Berlino assegnava gran parte dell'Epiro alla Grecia, l'opposizione degli Albanesi e la Lega di Prizren fecero sì che solo la regione di Arta vennisse realmente ceduta alla Grecia nel 1881. Fu solo a seguito della prima guerra balcanica del 1912-1913 e del trattato di Londra che il resto del sud dell'Epiro, tra cui Giannina venne incorporato nella Grecia. La Grecia aveva anche conquistato il nord dell'Epiro durante le guerre balcaniche, ma il trattato di Bucarest, che concluse la seconda guerra balcanica, assegnò il nord dell'Epiro all'Albania.
Questo risultò impopolare tra i greci locali, poiché una popolazione greca sostanziale esisteva nella parte albanese del confine. Tra i greci, il nord dell'Epiro era ormai considerato come terra irredenta. I Greci locali nel nord Epiro si rivoltarono, proclamando la loro indipendenza e creando la Repubblica Autonoma dell'Epiro del Nord nel febbraio del 1914. Dopo una guerriglia feroce, riuscirono a conquistare la piena autonomia sotto i termini del Protocollo di Corfù, firmato dai rappresentanti albanesi e nord epiroti e approvato dalle grandi potenze. La firma del protocollo assicurò che la regione avrebbe dovuto avere una propria amministrazione, riconobbe i diritti dei greci locali e fornì autogoverno sotto la sovranità albanese nominale. La repubblica, però, fu di breve durata, dato che quando scoppiò la prima guerra mondiale l'Albania crollò e il nord Epiro venne alternativamente controllato dalla Grecia, dall'Italia e dalla Francia a vari intervalli.
| Grigio: approssimativa estensione dell'Epiro nell'antichità; Arancione: regione greca dell'Epiro; Verde: misura approssimativa della più grande concentrazione di Greci in "Nord Epiro" nel XX secolo Linee rosse: Territorio dello Stato Autonomo del Nord Epiro |

La regione dell'Epiro nel XX secolo, divisa tra Grecia e Albania.

Anche se la conferenza di pace di Parigi del 1919 assegnò il nord Epiro alla Grecia, gli sviluppi come la sconfitta greca nella guerra greco-turca e , soprattutto, le pressioni italiane a favore dell'Albania fecero sì che la Grecia non avrebbe mantenuto il nord Epiro. Nel 1924, l'area venne di nuovo ceduta all'Albania.
Nel 1939, l'Italia occupò l'Albania, e nel 1940 invase la Grecia. Gli italiani furono respinti in Albania, però, e le forze greche presero nuovamente il controllo del nord dell'Epiro. Il conflitto segnò la prima vittoria tattica degli Alleati nella seconda guerra mondiale. Benito Mussolini in persona supervisionò il massiccio contrattacco delle sue divisioni nella primavera del 1941, solo per essere decisamente sconfitto ancora una volta dai poco attrezzati, ma determinati, Greci. La Germania nazista quindi intervenne nell'aprile del 1941 per evitare una imbarazzante sconfitta italiana. L'esercito tedesco eseguì manovre militari rapide attraverso la Jugoslavia e costrinse le forze greche, circondate sul fronte dell'Epiro, ad arrendersi.
Tutto l'Epiro venne quindi posto sotto occupazione italiana fino al 1943, quando i tedeschi lo presero in seguito alla resa italiana con gli Alleati. A causa della vasta attività antinazista della resistenza greca (soprattutto sotto l'EDES), i tedeschi effettuarono rastrellamenti anti-partigiani in grande scala, facendo ampio uso di bande di collaborazionisti albanesi che commisero numerose atrocità contro la popolazione civile.
Per far fronte alla situazione, la missione militare alleata nella Grecia occupata dall'Asse (sotto il colonnello C.M. Woodhouse), diede ordini, ai partigiani EDES, di contro-attacco e caccia ai loro villaggi e a quelle unità che li avevano utilizzati come basi e roccaforti locali. Aiutati dagli Alleati, con materiale bellico trasferito dalla recente liberata l'Italia meridionale, le forze EDES riuscirono a far fuggire diverse migliaia di musulmani ciamurioti e a rifugiarsi nella vicina Albania.
Con la liberazione della Grecia e l'inizio della guerra civile greca alla fine del 1944, gli altopiani dell'Epiro divennero un importante teatro di guerriglia tra la sinistra (Esercito greco popolare di liberazione (ELAS)) e la destra lega greca nazionale repubblicana (EDES). Negli anni successivi (1945-1949), le montagne dell'Epiro divennero anche teatro di alcuni dei più feroci combattimenti della seconda e sanguinosa parte della guerra civile greca. L'episodio finale della guerra ebbe luogo sul monte Grammos nel 1949, terminato con la sconfitta dei comunisti. La pace tornò nella regione nel 1949, anche se a causa del pubblico coinvolgimento attivo albanese nella guerra civile dalla parte dei comunisti, lo stato formale di guerra tra la Grecia e l'Albania è ancora in vigore tutt'oggi. Un altro motivo per il proseguimento dello stato di guerra fino fu che durante tutto il periodo del regime comunista in Albania, la popolazione greca del Nord Epiro sperimentò una forzata albanizzazione. Anche se una minoranza greca venne riconosciuta dal regime di Enver Hoxha, questo riconoscimento venne applicato solo ad una "zona di minoranza ufficiale" composta da 99 villaggi, tralasciando importanti aree di insediamento greco, come Himara. La gente al di fuori della zona ufficiale di minoranza non ricevette alcuna istruzione in lingua greca, che era vietata in pubblico. Il regime di Hoxha diluì anche la demografia etnica della regione spostando Greci che vi abitano e sistemando al loro posto albanesi provenienti da altre parti del paese. Le relazioni cominciarono a migliorare nel 1980 quando la Grecia abbandonò le pretese territoriali sul Nord Epiro e con la revoca dello stato ufficiale di guerra tra i due paesi.
Il crollo del regime comunista in Albania nel 1990-1991 innescò una massiccia migrazione di cittadini albanesi in Grecia, che comprendeva molti membri della minoranza greca. Dalla fine della guerra fredda, molti greci del Nord Epiro stanno riscoprendo la loro eredità greca grazie all'apertura di scuole di lingua greca nella regione, mentre i ciamurioti hanno chiesto un risarcimento per le loro proprietà perdute. Nel periodo della guerra fredda, i rapporti continuarono a migliorare anche se le tensioni rimasero sulla disponibilità all'istruzione in lingua greca fuori della zona ufficiale di minoranza, sui diritti di proprietà della minoranza, e su occasionali episodi di violenza sui membri della minoranza greca.

## Economia

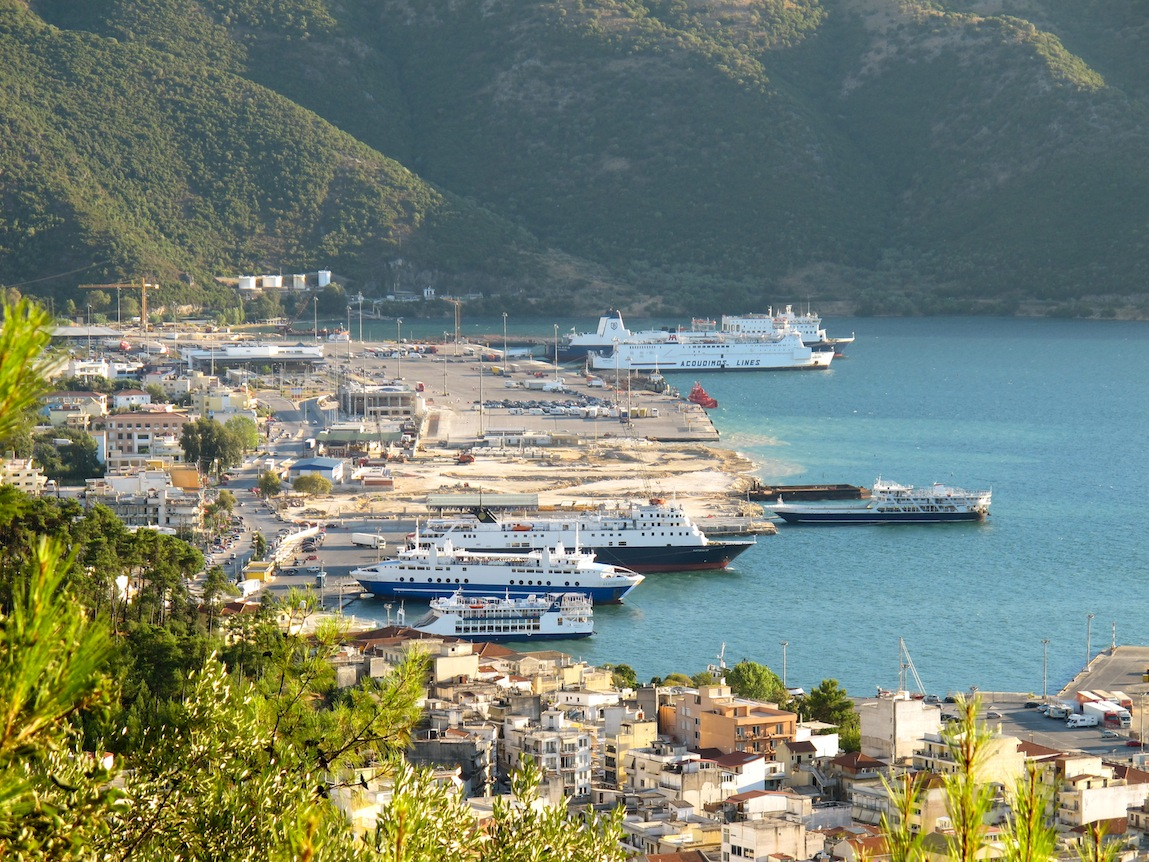
Igoumenitsa è il principale porto dell'Epiro, e collega la regione con l'Italia.

Una topografia scoscesa suoli poveri, e i terreni frammentati hanno mantenuto la produzione agricola a basso livello e hanno portato ad una bassa densità di popolazione. La zootecnia è la principale industria e il mais la principale produzione agricola. Arance e olive sono coltivate nelle pianure occidentali, mentre il tabacco viene coltivato a Giannina. L'Epiro ha poche risorse naturali e industrie, e la popolazione è stata decimata dalle migrazioni. La popolazione è concentrata intorno a Giannina, che ha il maggior numero di stabilimenti industriali.

## Trasporti
L'Epiro è stato storicamente una regione remota e isolata grazie alla sua posizione tra le montagne del Pindo e il mare. Nell'antichità, la romana Via Egnatia passava attraverso l'Epirus Nova, che collegava Bisanzio e Tessalonica a Durazzo sul mare Adriatico. La moderna autostrada che collega Giannina con la provincia greca di Macedonia e termina a Igoumenitsa, è l'unica strada attraverso le montagne del Pindo ed è servita a ridurre notevolmente l'isolamento della regione. Il tunnel sottomarino Aktio-Preveza collega la punta più meridionale d'Epiro, nei pressi di Prevesa, con l'Etolia-Acarnania in Grecia occidentale. Esistono traghetti tra Igoumenitsa le Isole Ionie e l'Italia. L'unico aeroporto dell'Epiro è quello di Giannina (IATA: IOA, ICAO: LGIO), mentre l'Aktion (IATA: PVK, ICAO: LGPZ) si trova a sud di Prevesa in Etolia-Acarnania. Non ci sono ferrovie in Epiro.

## Galleria d'immagini

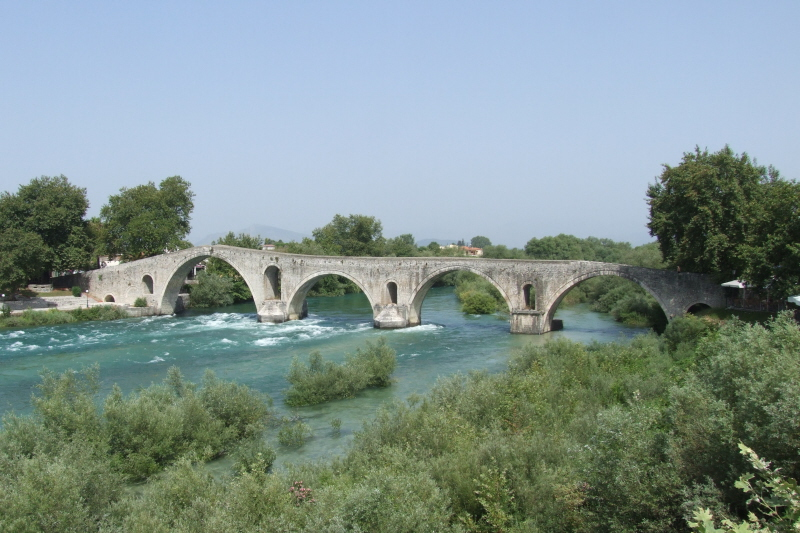
Il famoso ponte di Arta.
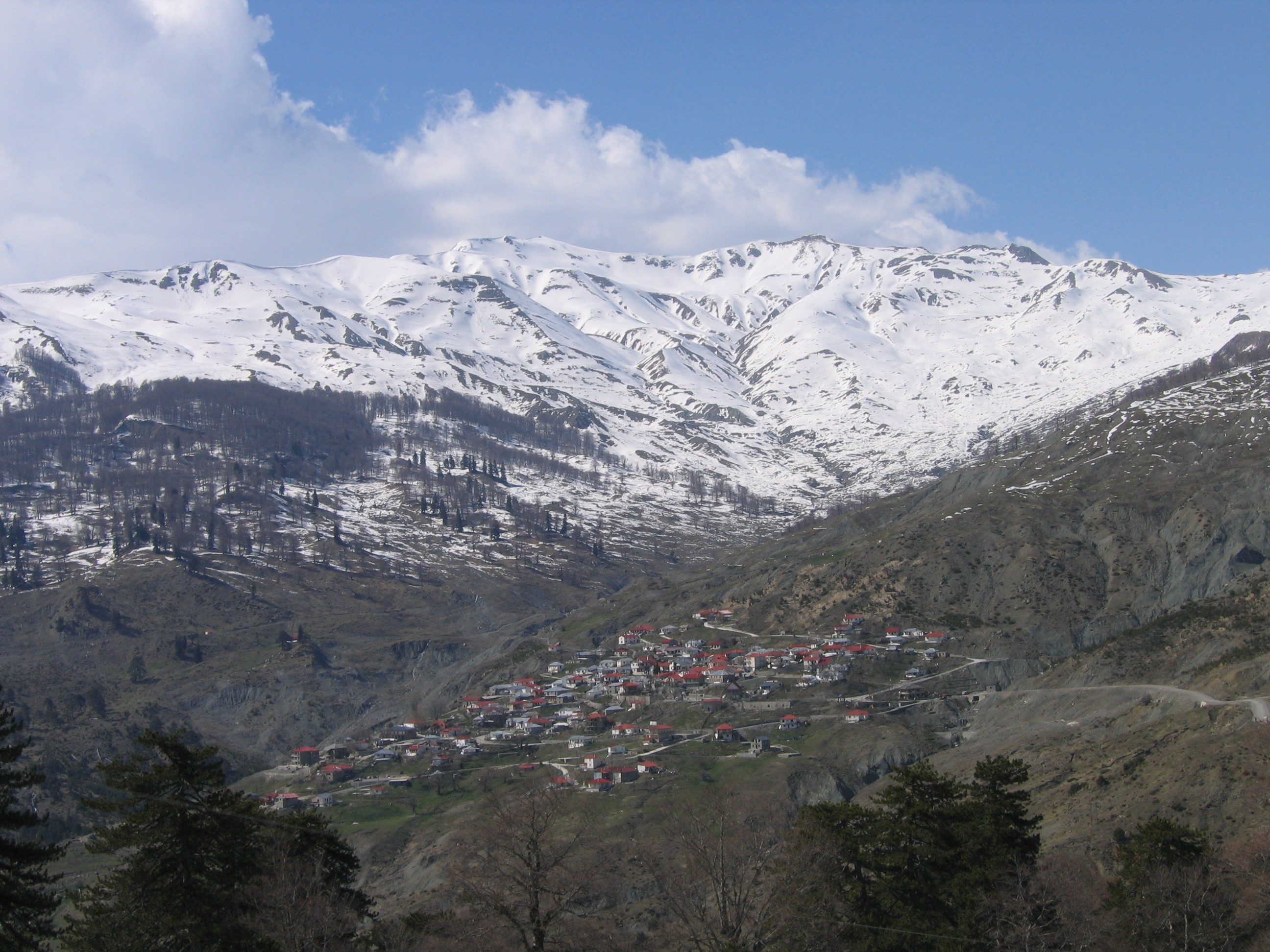
Il villaggio di Aetomilitsa sul monte Gramos, nella catena del Pindo.
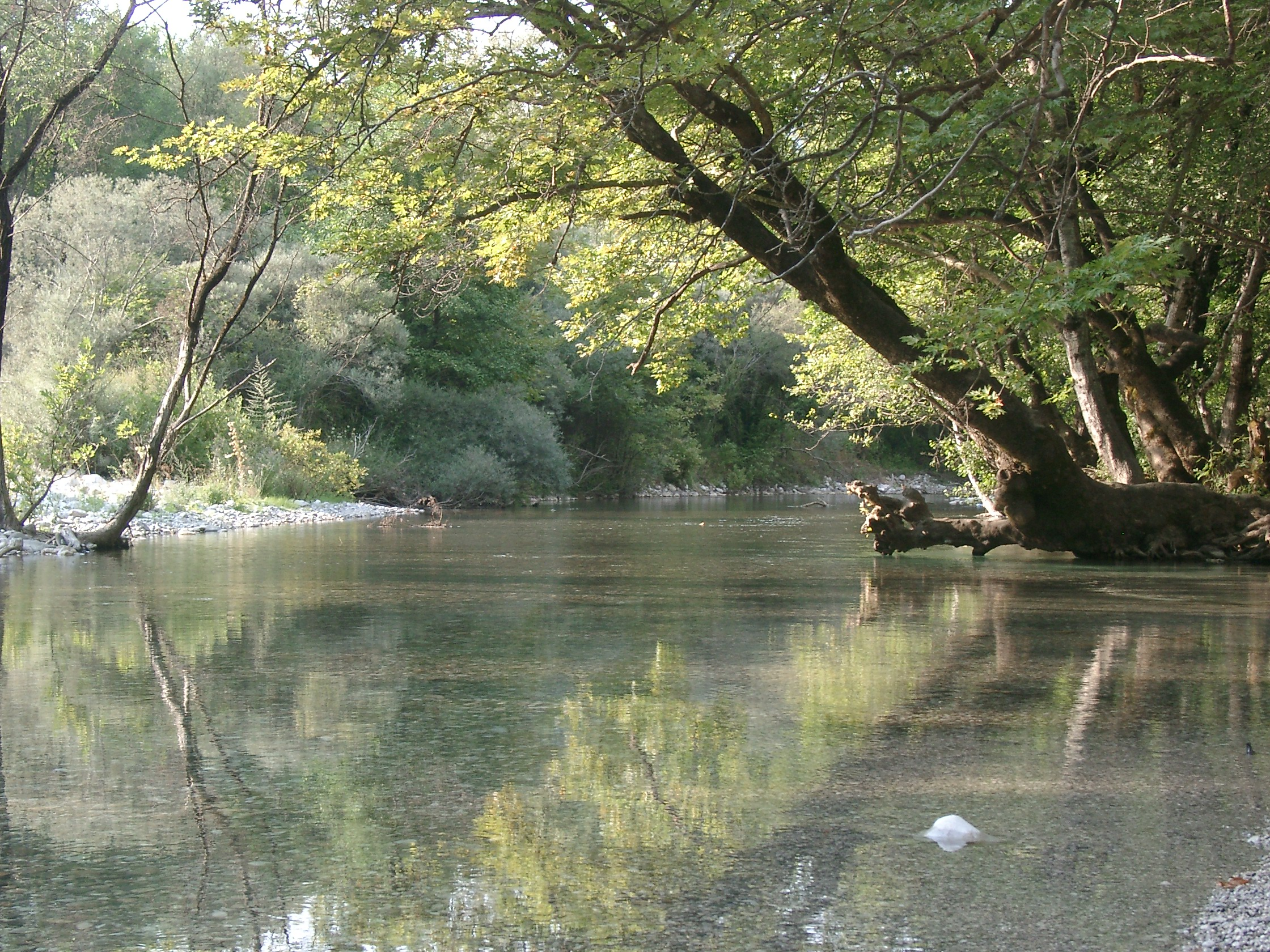
IL fiume Vikos, nel parco nazionale Vikos–Aoos.
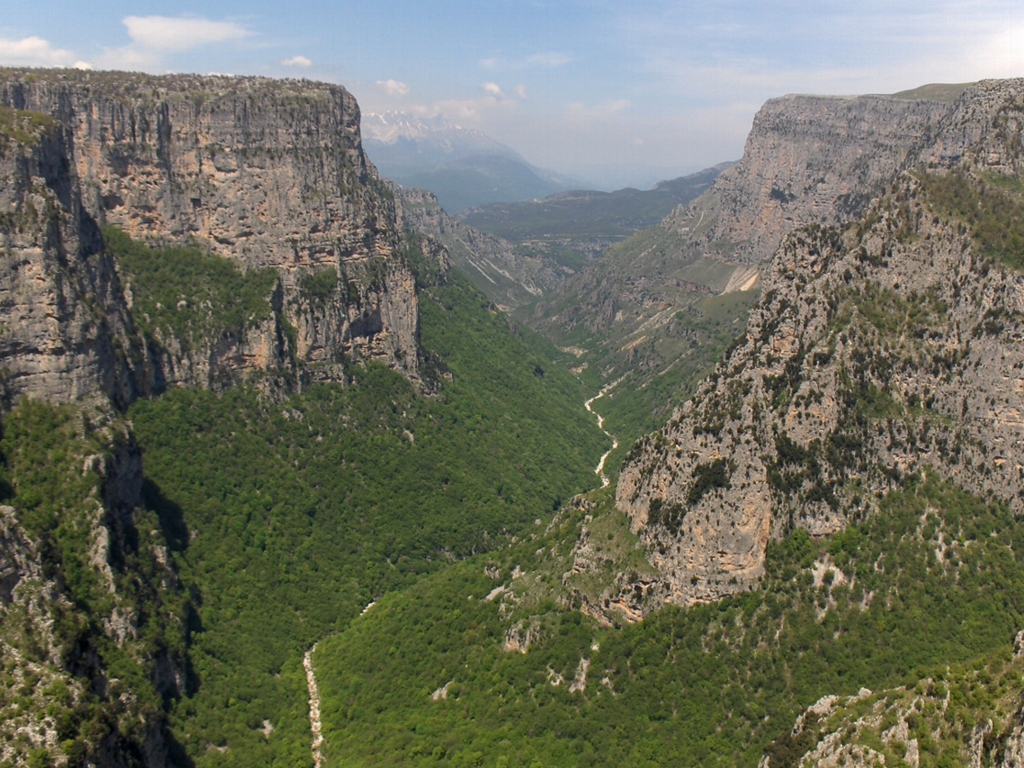
Le spettacolari gole Vikos.
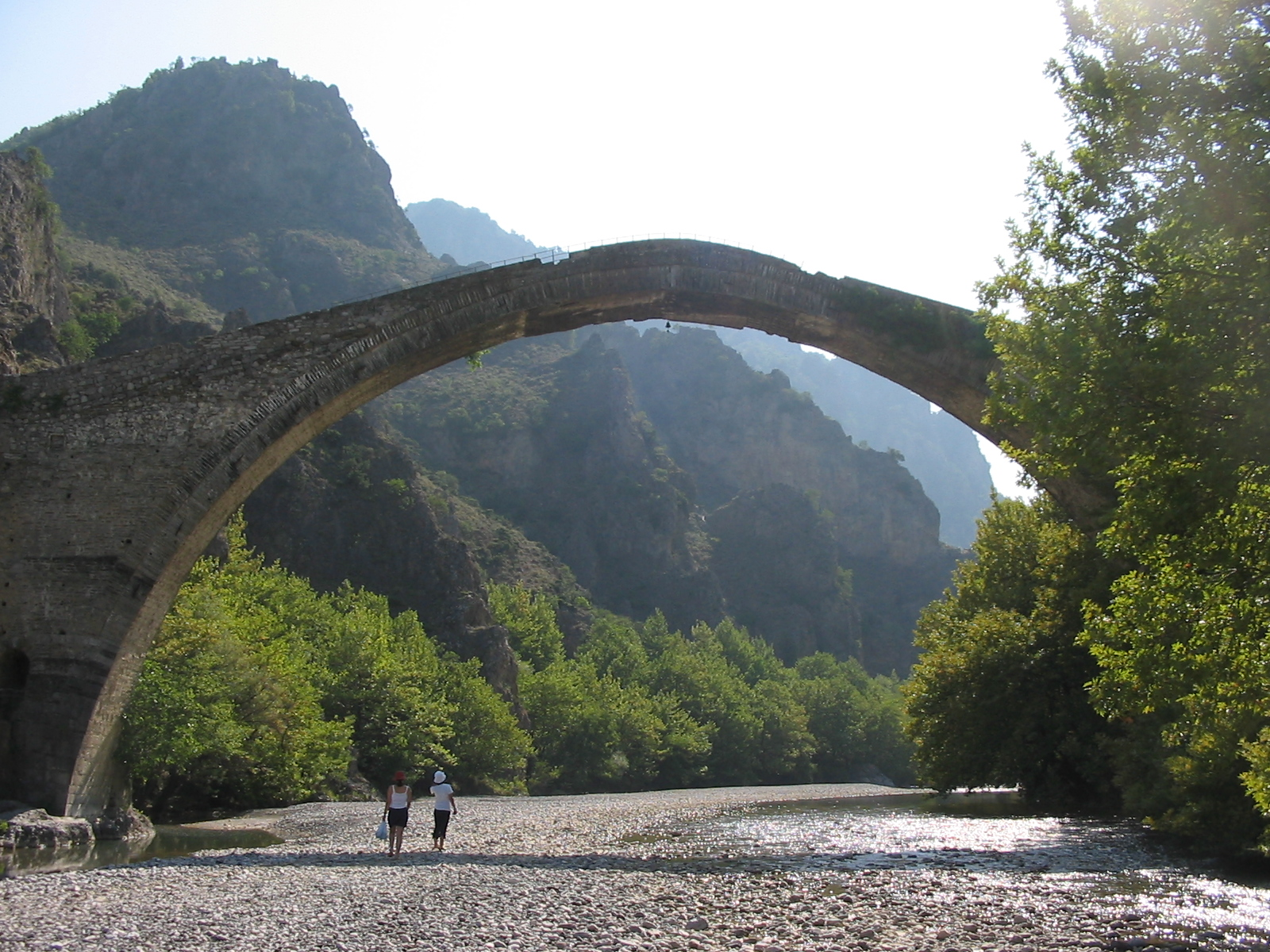
L'antico ponte di Konitsa sul fiume Voiussa.
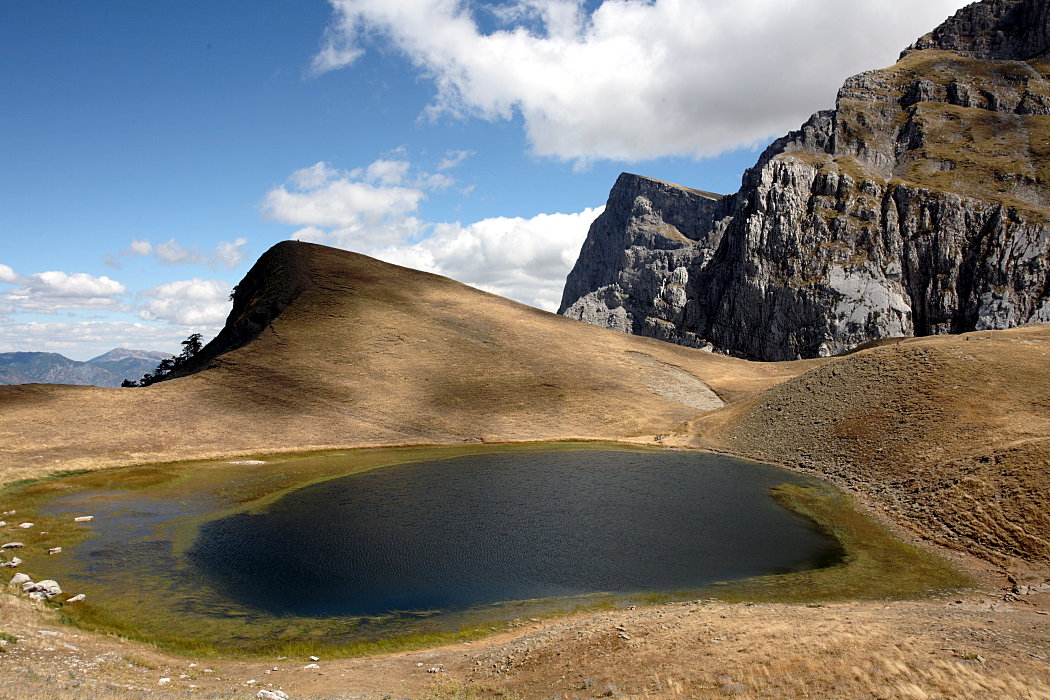
Il lago d'alta quota Drakolimni, sul monte Gamila nel Pindo.
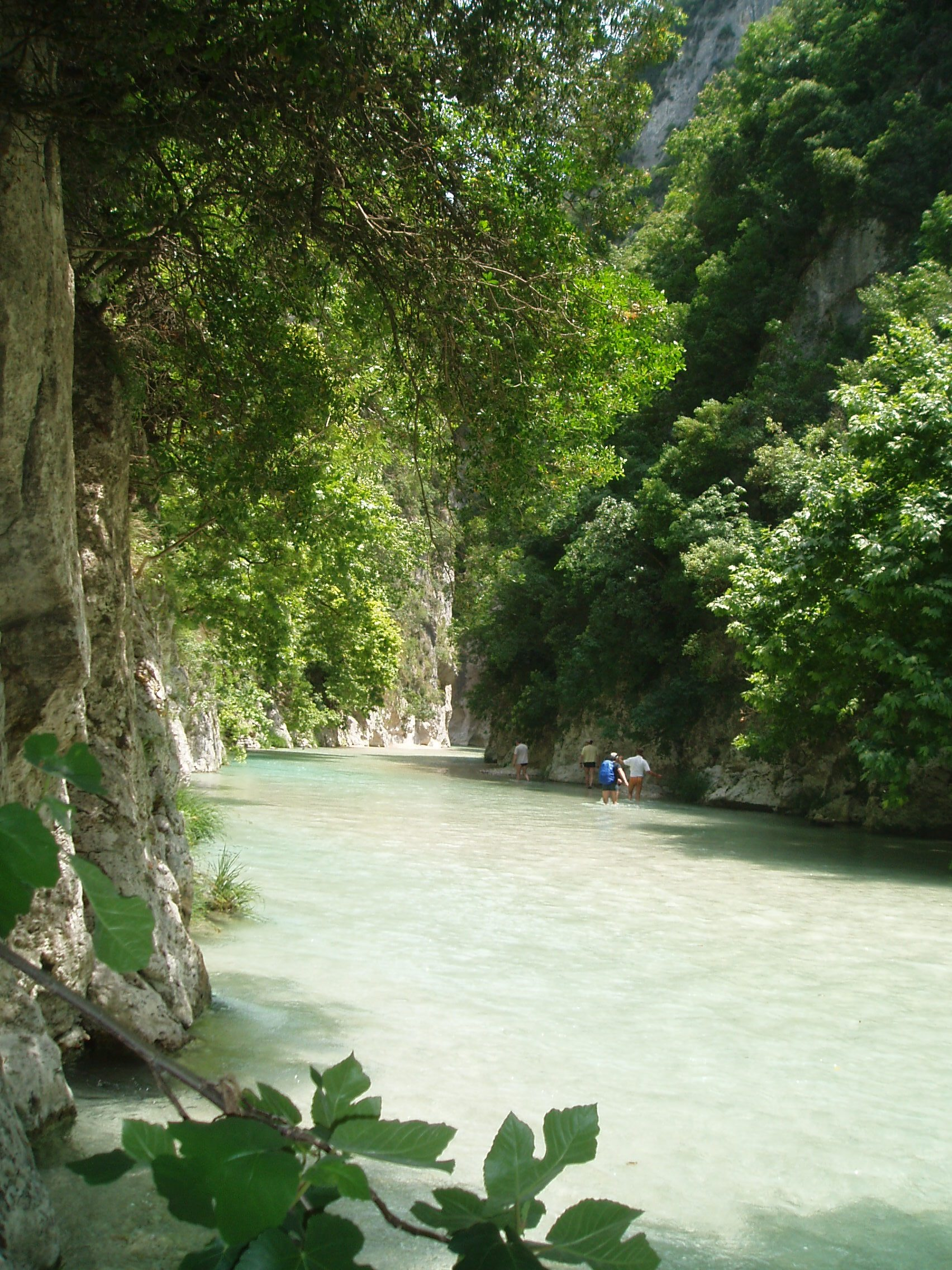
Un canyon nel fiume Acheronte.
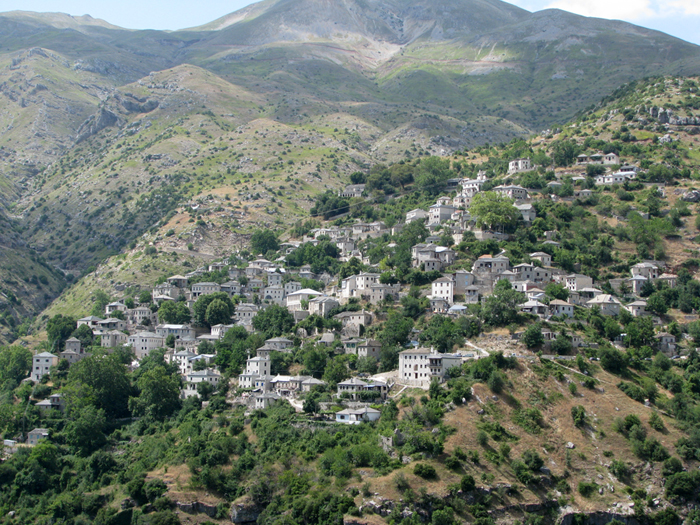
Lo scenico villaggio di Sirako.
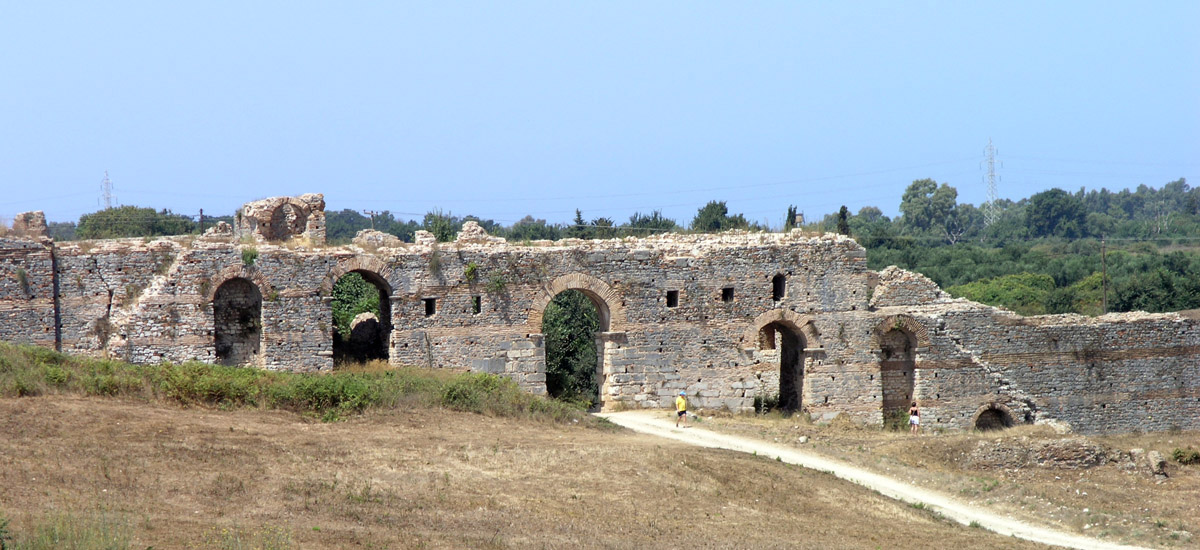
Mura dell'antica Nicopolis.
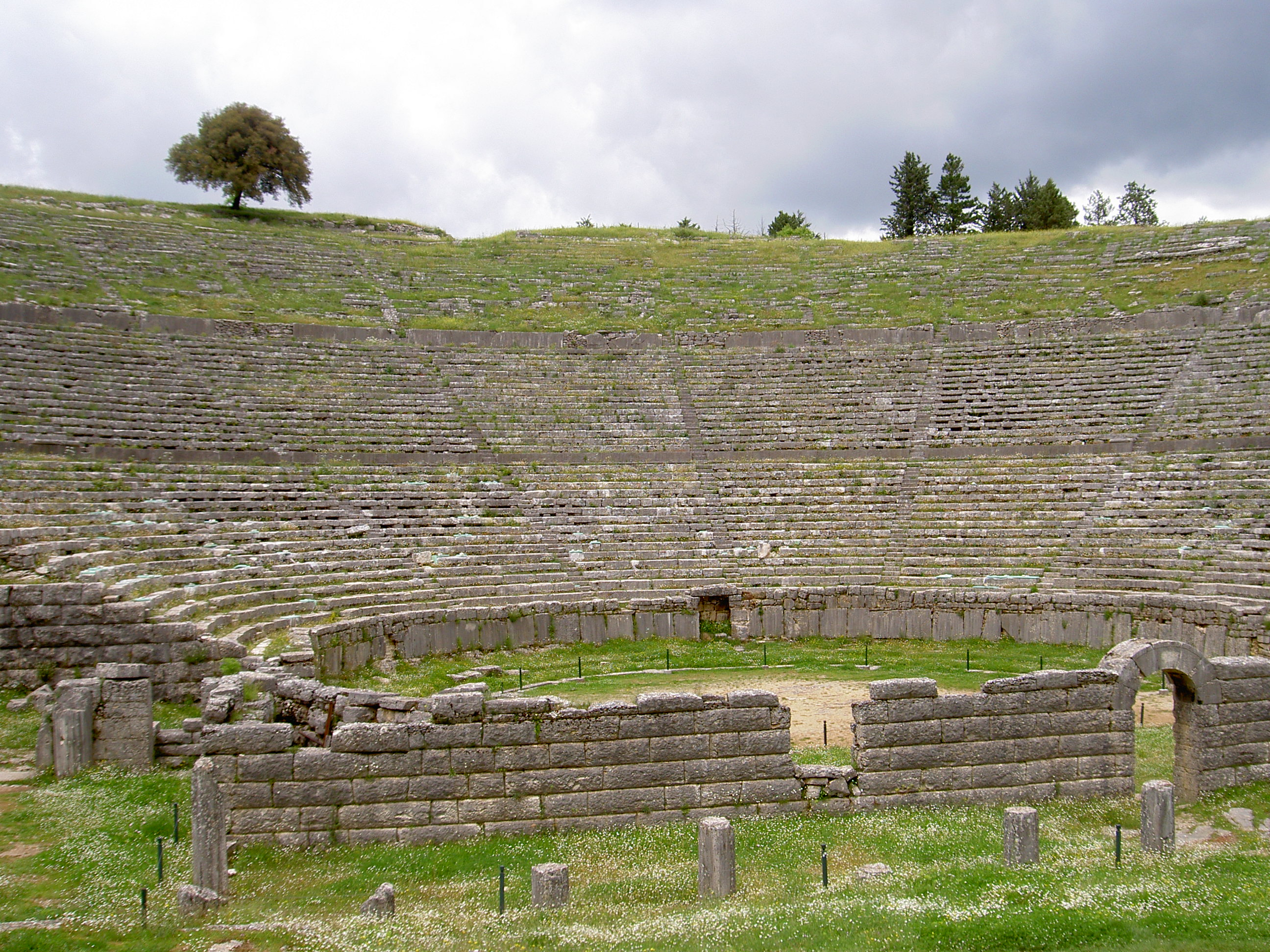
IL teatro ellenistico di Dodona.
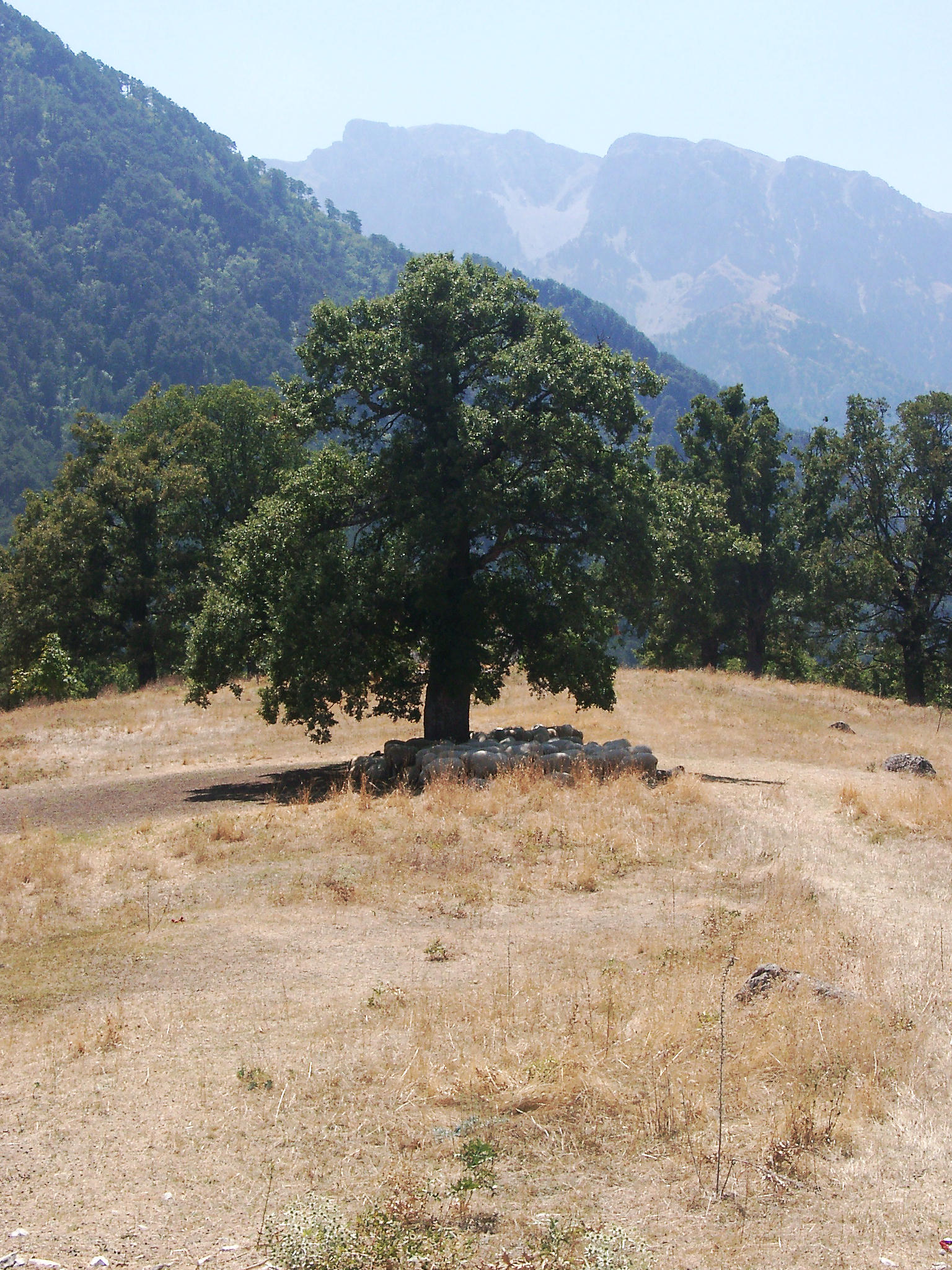
Pecore all'ombra di un albero a Konitsa.
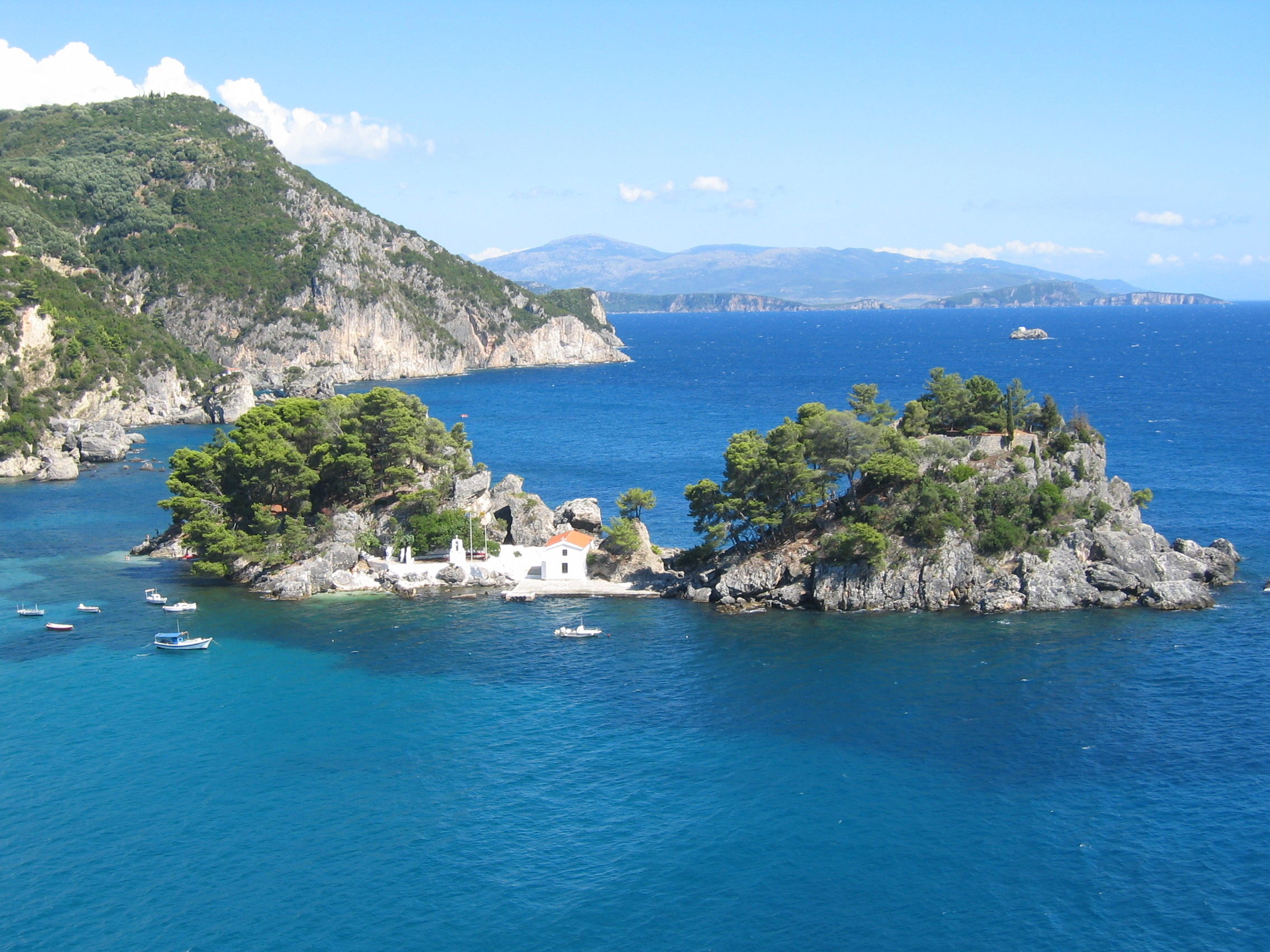
La baia di Parga.
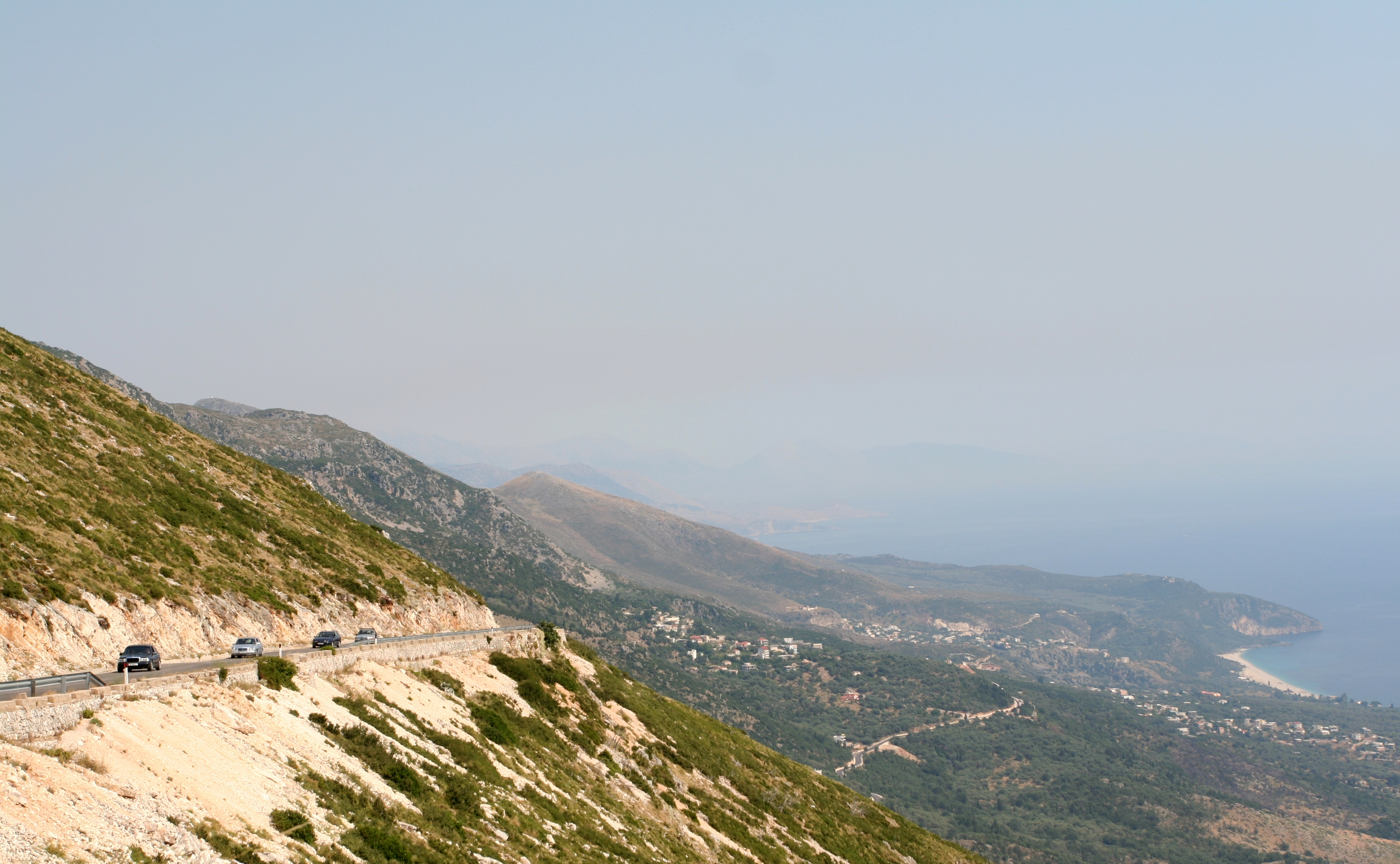
La regione di Himara vista dal passo Llogara.
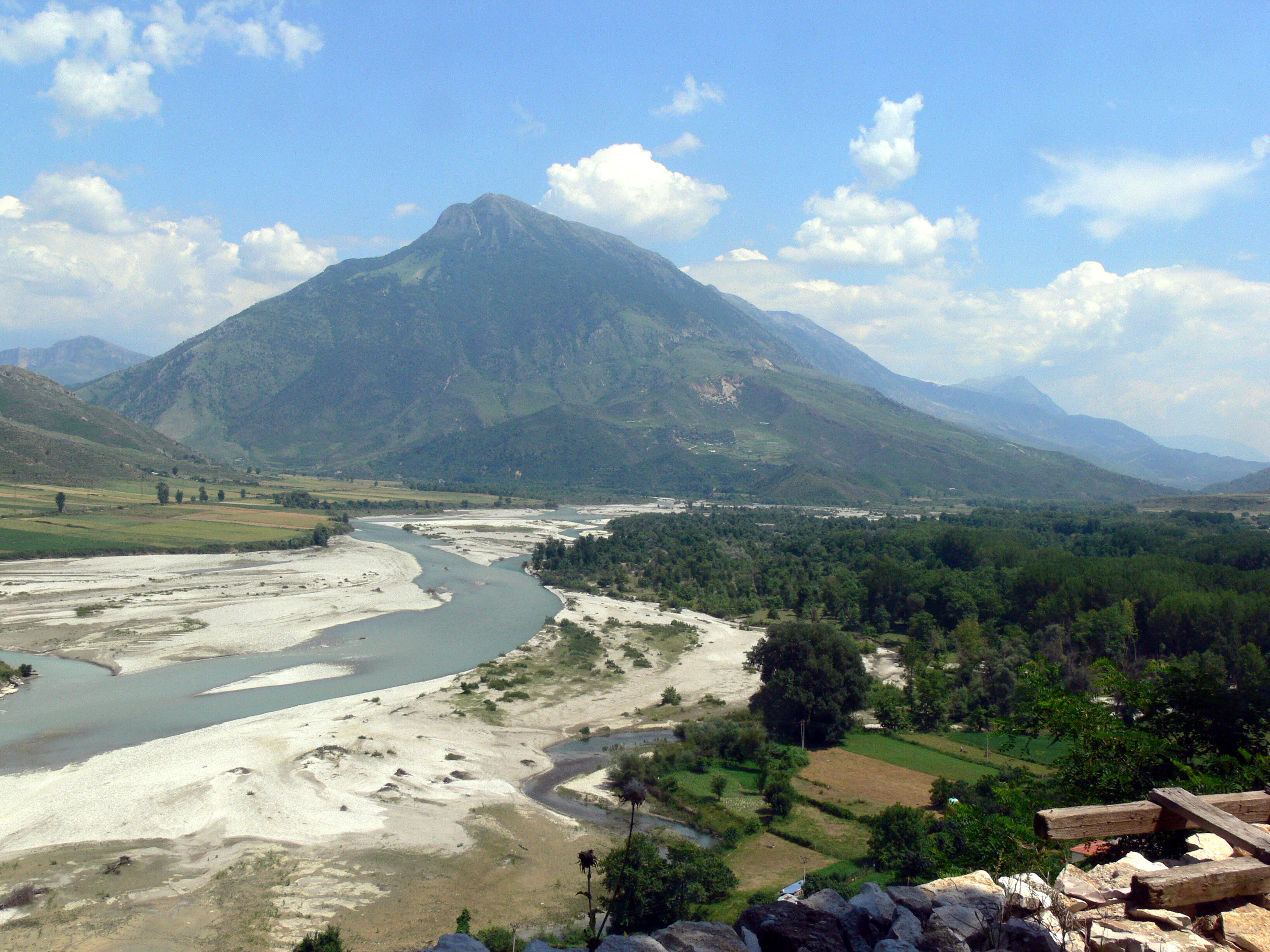
Il fiume Voiussa vicino a Tepelena.
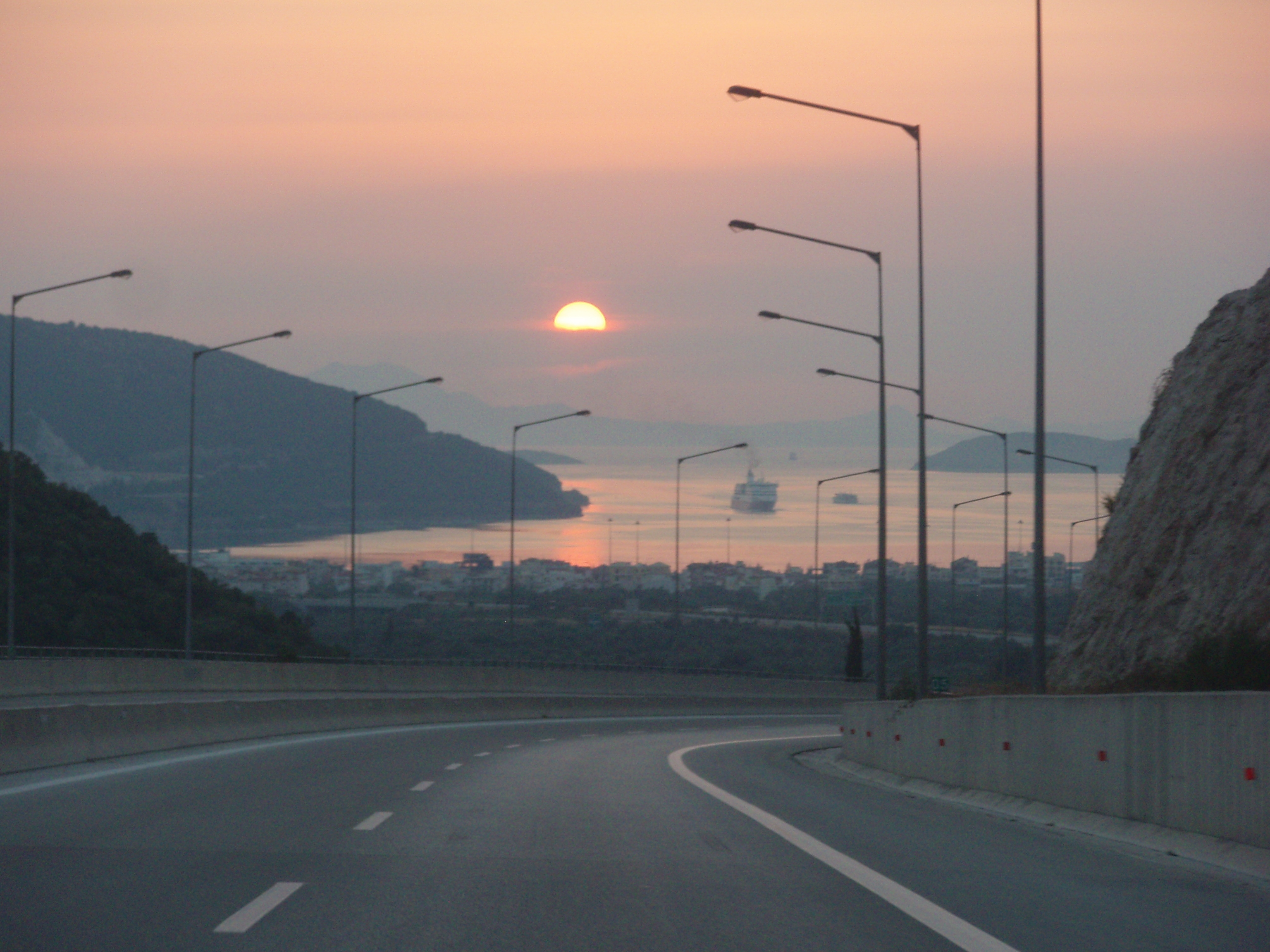
Scorcio della Egnatia Odos, l'unica autostrada dell'Epiro, vicino Igoumenitsa.
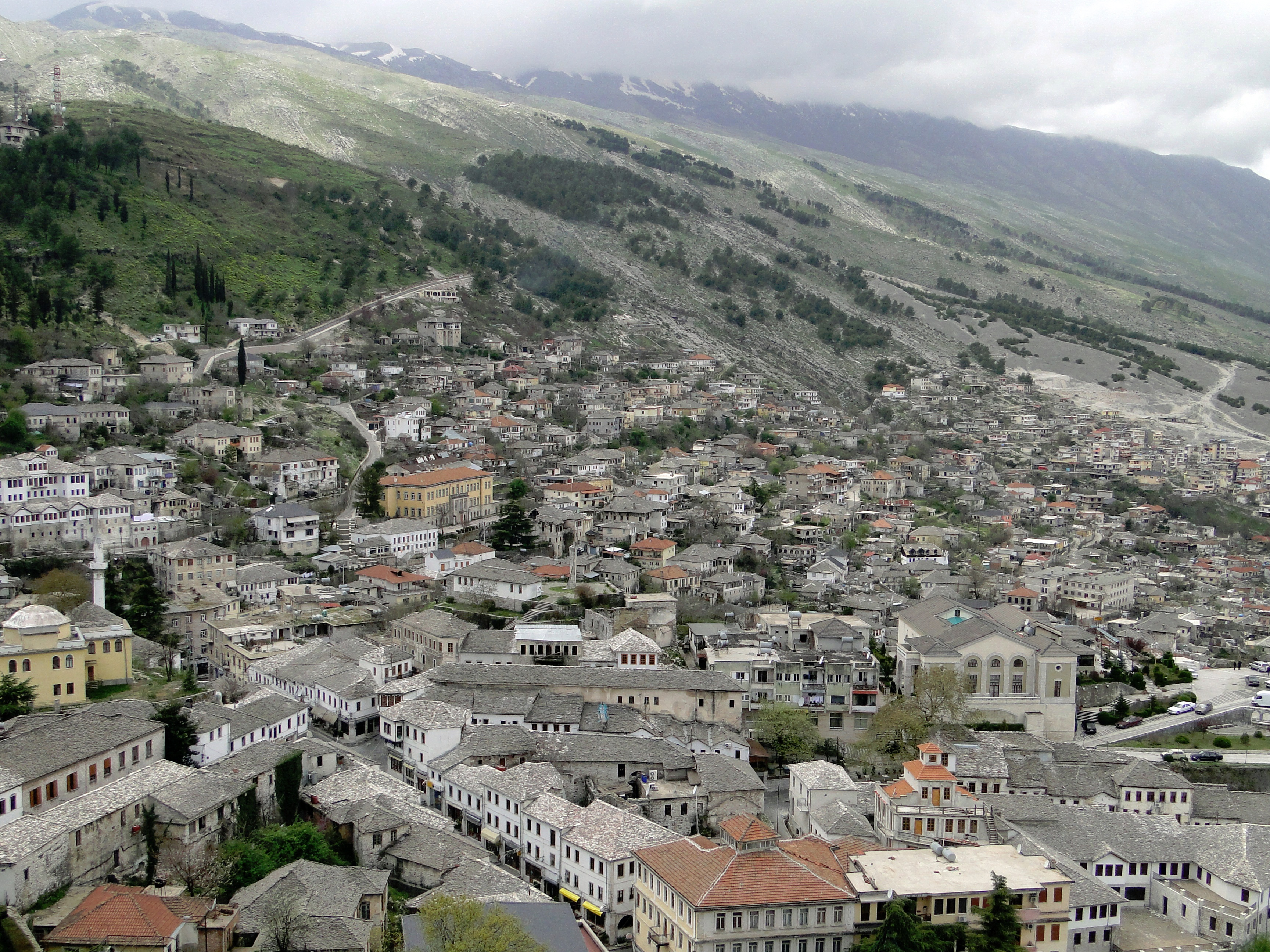
Gjirokaster, un sito UNESCO.
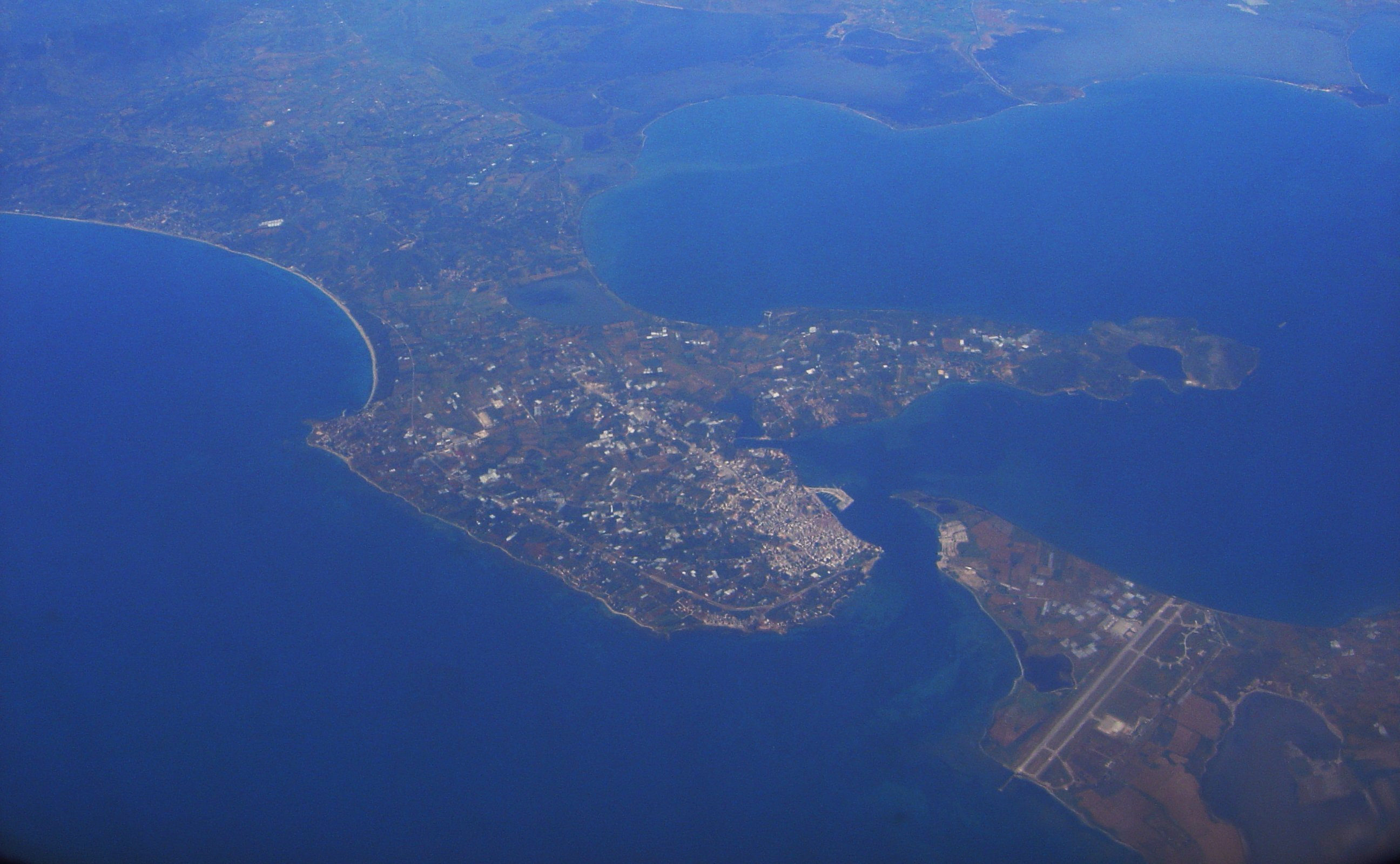
Prevesa vista dall'alto.